# Imelyak
La rivière Imelyak est un cours d'eau d'Alaska, aux États-Unis situé dans le borough de Northwest Arctic. C'est un affluent de la rivière Cutler, elle-même affluent de la rivière Noatak.

## Description
Longue de 45 milles (72 km), elle coule en direction du nord-ouest puis du sud-ouest pour rejoindre la rivière Cutler à 46 milles (74 km) au sud-ouest du col Howard, dans la chaîne Brooks.
Son nom eskimo, qui signifie petite eau, a été référencé en 1956 par Orth.